# Lotte Lenya
Lotte Lenya (även skrivet Lotte Lenja), född 18 oktober 1898 i Wien, Österrike som Karoline Wilhelmine Blamauer, död 27 november 1981 i New York, var en österrikisk sångerska och skådespelare. Mest känd är hennes tolkning av Sjörövar-Jenny i Kurt Weills och Bertolt Brechts Tolvskillingsoperan, samt hennes roll som skurk i James Bond-filmen Agent 007 ser rött.

## Biografi
Den unga Karoline Blamauer växte upp i arbetarklass, men ville bli dansös. Hon studerade i Zürich i Schweiz, där hon tog sig artistnamnet Lotte Lenja, och flyttade till Berlin 1921. Hon träffade kompositören Kurt Weill första gången under en audition och lärde känna honom på allvar några år senare genom en gemensam bekant, författaren Georg Kaiser. Weill och Lenja gifte sig 1926. Hon medverkade i premiären av Tolvskillingsoperan 1928, vilket blev ett genombrott som gav henne många roller inom film och teater under Weimarrepublikens sista år. Hon gjorde också flera skivinspelningar av makens sånger. I dessa hörs en (till skillnad från senare inspelningar) ljus, hög röst, med en märklig växling mellan ett närmast barnsligt och ett smått demoniskt sångsätt.
En tid efter nazismens maktövertagande i Tyskland lämnade Lotte Lenja landet 1933, först för Paris, där hon sjöng huvudrollen i Weills De sju dödssynderna. Hon skilde sig från Weill 1933, men återförenades med honom i september 1935, då de båda emigrerade till USA. De gifte om sig 1937. 1941 flyttade paret till ett eget hus i New City, ungefär 50 kilometer från New York. Det andra äktenskapet varade till Weills död 1950. Under kriget gjorde Lenya – numera stavade hon sitt artistnamn med y – en del scenframträdanden, skivinspelningar och radioframträdanden, men efter en allmänt nedsablad insats i makens operett The Firebrand of Florence i New York 1945 drog hon sig tillbaka från scenen. Efter Weills död fick man övertala Lenya att återvända till scenen. Hon uppträdde på Broadway och gifte sig med författaren George Davis. 1954 vann hon en Tony för sin roll som Jenny i Marc Blitzsteins engelskspråkiga version av Tolvskillingsoperan. Hon spelade vidare in ett antal av sina sånger från sin Berlin-karriär på skiva, liksom från amerikanska pjäser.
Nu hade hennes röst blivit åtskilligt mörkare än under hennes förra storhetstid som artist, och bland annat när hon skulle sjunga sopranpartier i Staden Mahagonnys uppgång och fall och De sju dödssynderna på skiva och på scen fick Weills originalsättningar transponeras ned rejält. Lenya var medveten om problemen och var i andra sammanhang synnerligen noggrann med att makens partitur skulle respekteras fullt ut. Hon grundade Kurt Weill Foundation for Music för att administrera intäkter och rättighetsfrågor och för att sprida kunskap om sin förste makes gärning.
När Louis Armstrong spelade in sin version av sången om Mackie Kniven, Mac the Knife, var Lenya med i studion. Armstrong lade till en rad i texten, "Look out for Miss Lotte Lenya!" och lade till hennes namn i listan på Mackies offer. Sedan hennes andre make dött 1957 gifte hon 1962 om sig med konstnären Russell Detwiler. 1963 fick hon rollen som S.P.E.C.T.R.E.-agenten Rosa Klebb i James Bond-filmen Agent 007 ser rött, där hon bl.a. spelade mot Sean Connery och Daniela Bianchi. Under filmens slutscen bar hon ett par skor med utskjutande knivblad. Efteråt har hon sagt i intervjuer att när hon träffade folk var det första folk tittade på hennes skor.
Hon dog i cancer i New York 1981. Hon ligger begravd tillsammans med sin förste make på en kyrkogård i Haverstraw nära New City utanför New York.

## Filmografi (urval)
Filmer
- Tolvskillingsoperan, 1931
- Agent 007 ser rött, 1963
- The Roman Spring of Mrs Stone, 1965, för vilken hon blev Oscarsnominerad
- The Appointment 1969, i regi av Sidney Lumet

TV
- George Grosz' Interregnum, 1960 (berättare).
- Brechts Übungstücke für Schauspieler / (eng. Practice Pieces) 1964
- Huvudrollen i Mor Courage och hennes barn, 1965
- Ten Blocks on the Camino Real, 1966